# Йомогита
Йомогита (яп. 蓬田村 Ёмогита-мура) — село в Японии, находящееся в уезде Хигасицугару префектуры Аомори. Площадь села составляет 80,63 км², население — 3073 человека (1 августа 2014), плотность населения — 38,11 чел./км².

## Географическое положение
Село расположено на острове Хонсю в префектуре Аомори региона Тохоку. С ним граничат города Аомори, Госёгавара и посёлки Сотогахама, Накадомари.

## Население
Население села составляет 3073 человека (1 августа 2014), а плотность — 38,11 чел./км². Изменение численности населения с 1980 по 2005 годы:
| 1980 | 4360 чел. |  |
| 1985 | 4275 чел. |  |
| 1990 | 4052 чел. |  |
| 1995 | 3786 чел. |  |
| 2000 | 3480 чел. |  |
| 2005 | 3405 чел. |  |

## Символика
Деревом села считается Pinus thunbergii, цветком — Rosa rugosa, птицей — лебедь-кликун.